# Valle Bishigram
El valle de Bishigram (بیشیگرام) se localiza en el distrito de Swat de Jaiber Pastunjuá, una de las cuatro provincias de Pakistán. Se encuentra a una altitud de 4 335 metros sobre el nivel del mar, a 5 km de Madyan y a 57 km de Mingora. En este valle viven los últimos hablantes nativos del casi extinto idioma badeshi.
En este valle se encuentran los últimos hablantes nativos de la casi extinta lengua badeshi 